# Колясников, Борис
Борис Колясников (род. 24 января 1989, Нижний Тагил, СССР) — бельгийский и российский профессиональный хоккеист. Нападающий хоккейного клуба «Лёвен». Игрок сборной Бельгии по хоккею с шайбой.

## Биография
Борис Колясников — воспитанник хоккейного клуба «Льедекерке Лайонз». В бельгийской хоккейной лиге дебютировал в сезоне 2006/07 за клуб «Булдогс Льеж». В 2007 году перешёл в хоккейный клуб «Лёвен». В 2014 году был впервые вызван в сборную Бельгии на чемпионат мира по хоккею с шайбой, где провёл 5 матчей.

## Статистика игрока

### Клубная карьера
| 2002–03     | Льедекерке Лайонз | 2.БХЛ       | 1  | 2  | 2  | 4  | 0  | — | — | — | — | — |
| 2003–04     | Льедекерке Лайонз | 2.БХЛ       | 5  | 2  | 1  | 3  | 0  | — | — | — | — | — |
| 2004–05     | Льедекерке Лайонз | 2.БХЛ       | 18 | 18 | 2  | 20 | 28 | — | — | — | — | — |
| 2006–07     | Лёвен             | БХЛ         | —  | —  | —  | —  | —  | 4 | 1 | 0 | 1 | 0 |
| 2013–14     | Лёвен             | БХЛ         | 16 | 6  | 5  | 11 | 43 | — | — | — | — | — |
| 2015–16     | Лёвен             | БНХЛ        | 21 | 4  | 27 | 31 | 12 | — | — | — | — | — |
| Всего в БХЛ | Всего в БХЛ       | Всего в БХЛ | 16 | 6  | 5  | 11 | 43 | 4 | 1 | 0 | 1 | 0 |

### Международная карьера
| Год      | Команда  | Соревнование |          | И  | Г | А | О  | Штр |
| -------- | -------- | ------------ | -------- | -- | - | - | -- | --- |
| 2014     | Бельгия  | 2Д.ЧМ        | 5        | 0  | 0 | 0 | 0  |     |
| 2016     | Бельгия  | 2Д.ЧМ        | 5        | 0  | 0 | 0 | 2  |     |
| 2018     | Бельгия  | 2Д.ЧМ        | 5        | 0  | 0 | 0 | 27 |     |
| Всего ЧМ | Всего ЧМ | Всего ЧМ     | Всего ЧМ | 15 | 0 | 0 | 0  | 29  |